# 太子町立磯長小学校
太子町立磯長小学校（たいしちょうりつ しながしょうがっこう）は、大阪府南河内郡太子町にある公立小学校。 児童数は2006年時点で約670人。

## 沿革
- 1874年 河内国第21番小学校として開校。
- 1920年5月1日 磯長尋常小学校となる（この日を創立記念日とする）。
- 1956年 現校名となる。

## 交通
- 近鉄長野線 喜志駅または近鉄南大阪線 上ノ太子駅から、金剛バス太子線・喜志循環線「磯長小学校前」バス停下車。